# Stepan Pawłow
Stepan Stepanowycz Pawłow, ukr. Степан Степанович Павлов, ros. Степан Степанович Павлов, Stiepan Stiepanowicz Pawłow (ur. 23 maja 1956) – ukraiński piłkarz, grający na pozycji napastnika, trener piłkarski.

## Kariera piłkarska

### Kariera klubowa
Przez dłuższy czas swojej kariery piłkarskiej występował w klubie Atłantyka Sewastopol, skąd przeszedł do Tawrii Symferopol. W 1988 wrócił do Czajki Sewastopol. W 1990 przeniósł się do Wołyni Łuck. Na początku 1991 razem z trenerem Witalijem Kwarcianym oraz innymi piłkarzami wyjechał do Polski, gdzie bronił barw KSZO Ostrowiec Świętokrzyski. Wiosną 1993 powrócił do Ukrainy, a latem zakończył karierę piłkarską w Czajce Sewastopol.

## Kariera trenerska
Po zakończeniu kariery piłkarskiej rozpoczął karierę piłkarską. Zgodził się na propozycję byłego trenera Witalija Kwarcianego pomagać trenować Wołyń Łuck. W czerwcu 2003 w 2 ostatnich kolejkach mistrzostw Ukrainy pełnił obowiązki głównego trenera. Potem pracował na stanowisku starszego trenera w Wołyni Łuck.

## Sukcesy

### Sukcesy klubowe
- mistrz Drugiej Ligi ZSRR: 1987

### Odznaczenia
- tytuł Mistrza Sportu ZSRR: 1989